# KkStB-Tenderreihe 18
Die kkStB-Tenderreihe 18 war eine Schlepptenderreihe der k.k. Staatsbahnen (kkStB), deren Tender ursprünglich von der Istrianer Staatsbahn stammten.
Die Istrianer Staatsbahn beschaffte diese Tender für ihre Lokomotiven BJ II.
Sie wurden von der Lokomotivfabrik Floridsdorf (6 Stück) und der Maschinenfabrik Mödling (4 Stück) geliefert und erhielten die Nummern 101–110.
Bei der kkStB bekamen sie die Bezeichnung 18.01–10.